# Marat Michailowitsch Safin
Marat Michailowitsch Safin (russisch Марат Михайлович Сафин, wiss. Transliteration Marat Michajlovič Safin, tatarisch Marat Möbin ulı Safin; * 27. Januar 1980 in Moskau) ist ein ehemaliger russischer Tennisspieler.
Safin begann seine Tenniskarriere im Jahr 1997 und verpasste in der Saison 2000 nur knapp die Weltranglistenspitze am Jahresende, nachdem er im Saisonverlauf die Weltrangliste für neun Wochen angeführt hatte. In seiner Karriere gewann Safin 15 Turniere im Einzel, darunter die Australian Open 2005 und die US Open 2000. Am Ende der Saison 2009 beendete er seine Karriere, nachdem er durch mehrere Verletzungen den Anschluss an die Weltspitze verloren hatte.

## Kindheit
Marat Safins Mutter Rausa Mohamedjhanowna Islanowa war eine frühere Top-Ten-Spielerin in Russland, sein Vater Michail Alexejewitsch Safin (Mubin Aliamtschewitsch) führte einen Tennisclub in Moskau, in dem neben Safin auch spätere Stars wie Anna Kurnikowa, Jelena Dementjewa oder Anastassija Myskina trainierten. Seine jüngere Schwester Dinara Safina, ebenfalls Profi-Tennisspielerin, war ab April 2009 für 20 Wochen die Nummer 1 der WTA-Weltrangliste. Im Alter von 14 Jahren zog er ins spanische Valencia, da die Trainingsmöglichkeiten in Russland nicht mehr ausreichten.

## Karriere
1997 trat er das erste Mal in der ATP-Herren-Tour auf und verlor beim Kremlpokal in Moskau in der ersten Runde gegen den Dänen Kenneth Carlsen. 1998 zog er die allgemeine Aufmerksamkeit auf sich, als er Andre Agassi und Gustavo Kuerten bei den French Open in jeweils fünf Sätzen besiegte. 2000 gewann er mit den US Open sein erstes Grand-Slam-Turnier. Dabei besiegte er den viermaligen US-Open-Sieger Pete Sampras glatt in 3 Sätzen mit 6:4, 6:3 und 6:3. Tennisexperten sahen in Safin einen neuen Stern am Tennishimmel, der die Tenniswelt in den nächsten Jahren dominieren würde. Aber eine Serie von Konzentrationsfehlern und instabilen Spielen, die seinen unberechenbaren Temperamentsausbrüchen angelastet wurden, widerlegten diese Prognose. Zusätzlich zog er sich mehrere Verletzungen zu, die sein Spiel so sehr beeinträchtigten, dass er 2003 den Großteil der Saison pausieren musste.

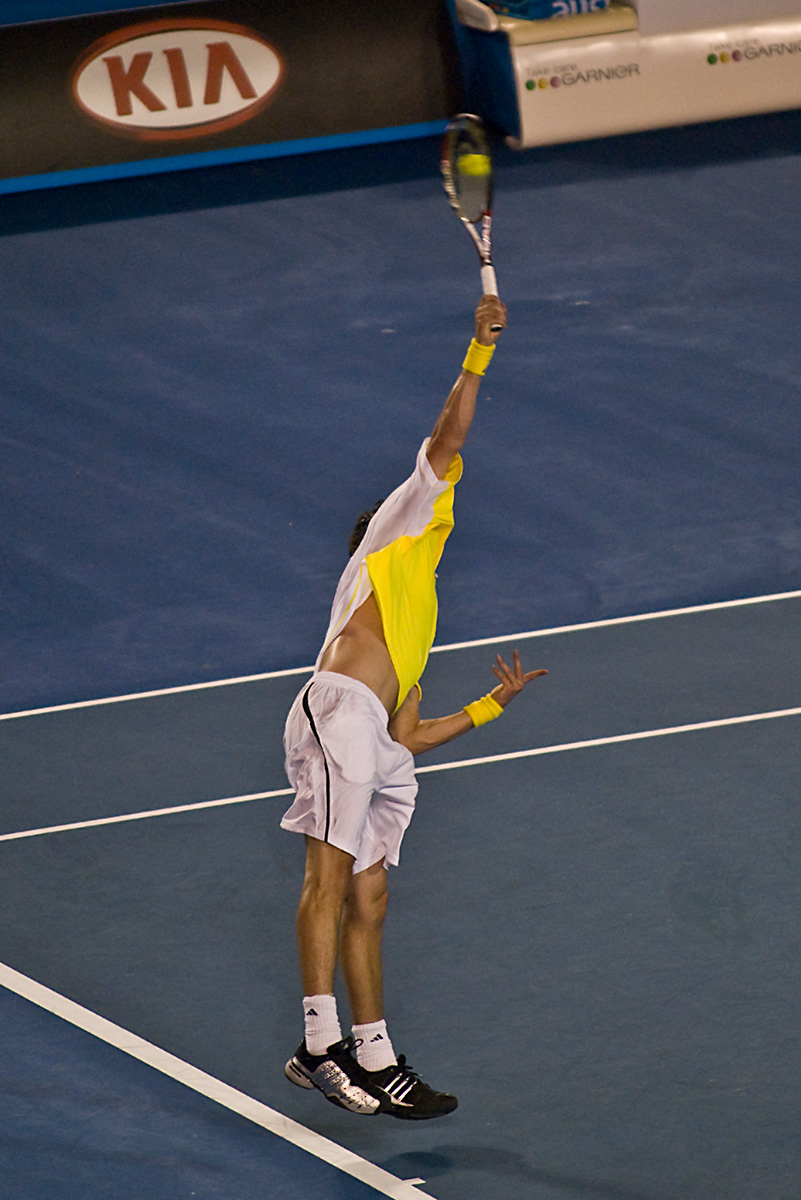
Safin beim Aufschlag

Safin erreichte drei weitere Grand-Slam-Finals, alle bei den Australian Open (2002, 2004 und 2005). Erst 2005 konnte er dann den Pokal in die Luft strecken, nachdem er Lokalmatador Lleyton Hewitt in vier Sätzen mit 1:6, 6:3, 6:4, 6:4 besiegt hatte. Im Halbfinale hatte Safin zuvor Roger Federer in einem Fünf-Satz-Krimi niedergerungen. Safin zeigte dabei ungewöhnliche Ruhe und Überlegenheit und beendete damit Federers Siegesserie. In seiner Laufbahn gewann Safin fünf ATP-Masters-Titel, 2000 in Toronto, 2000, 2002 und 2004 in Paris und 2004 in Madrid. 2004 erreichte Safin auch das Halbfinale des Masters Cups in Houston, wo er gegen Federer mit 3:6 und 6:7 (18:20) unterlag.
Nach dem Triumph bei den Australian Open 2005 führte Safin seinen Sieg und seine konstante Leistung auf seinen neuen Coach Peter Lundgren zurück, der bis 2003 Federers Coach war. Die nachfolgenden Turniere verliefen dennoch wenig erfolgreich, es folgten viele frühe Niederlagen bis hin zu den French Open. Im Juni 2005 stand er aber dennoch im Wimbledon-Vorbereitungsturnier in Halle im Finale, wo er gegen Federer unterlag.
Safin war beliebt, sowohl bei den Fans als auch unter den Kommentatoren. Für zertrümmerte Schläger war er berüchtigt, und 2004 ließ er in Roland Garros nach dem Zweitrundensieg gegen Félix Mantilla seine Hosen runter. Sein Verhalten und die Unterstützung seiner vornehmlich weiblichen Fans machten Safin zu einem Spieler, der in der Lage war, einem Sport, der an Beliebtheit eingebüßt hatte, neues Leben einzuhauchen.
Marat Safin verhalf 2002 zusammen mit Jewgeni Kafelnikow, Michail Juschny, Andrei Stoljarow und Teamkapitän Schamil Tarpischtschew Russland zum ersten Davis-Cup-Sieg, als man in der Finalrunde Frankreich in Paris mit 3:2 besiegte.
Obwohl ihn eine ernsthafte Knieverletzung in den Ranglisten weit zurückwarf (er verpasste die US Open 2005 und die Australian Open 2006) und Safins Fortschritte zunichtemachte, kam er 2006 auf die Tour zurück und spielte die Masters-Turniere in Indian Wells, Miami, Monte Carlo, Rom und Hamburg. Auch wenn sein dabei fehlender Erfolg zeigte, dass eine vollständige Rückkehr zu seinem früheren Zustand noch etwas Zeit braucht, bewies er doch, dass er immer noch einer der gefürchtetsten Hartplatzspieler ist. Vor dem französischen Publikum beim Davis-Cup-Finale gegen Richard Gasquet zeigte er, dass er sein Temperament zügeln kann und bewies mentale Stärke, brachte seine Grundschläge ins Feld, platzierte 33 Asse und siegte schließlich nach 3 Stunden 45 Minuten. Am 17. August 2006 trennte sich Safin nach einem enttäuschenden Jahr vorübergehend von seinem Coach Peter Lundgren.
Bei den US Open 2006 spielte Safin wieder wie in alten Zeiten, als er im Zweitrundenmatch den an Position vier gesetzten David Nalbandian in fünf Sätzen schlagen konnte und dabei wieder ungewohnte Ruhe und mentale Stärke an den Tag legte. In der vierten Runde scheiterte er am früheren Weltranglistenzweiten Tommy Haas, ebenfalls in fünf Sätzen. Safins derzeitige Formverbesserung hielt auch weiterhin an, zunächst beim 3:2 gegen die USA im Davis Cup und anschließend mit einem guten Start in die Hallensaison bei den Thailand Open, wo er dem späteren Sieger James Blake im Halbfinale unterlag.
Als krönenden Abschluss des Jahres 2006 trat Safin gemeinsam mit Nikolai Dawydenko, Dmitri Tursunow und Michail Juschny im Davis Cup 2006 gegen Argentinien an. Vor ihrem Heimpublikum gewann die russische Mannschaft 3:2 und sicherten sich den zweiten Davis-Cup-Sieg nach 2002.

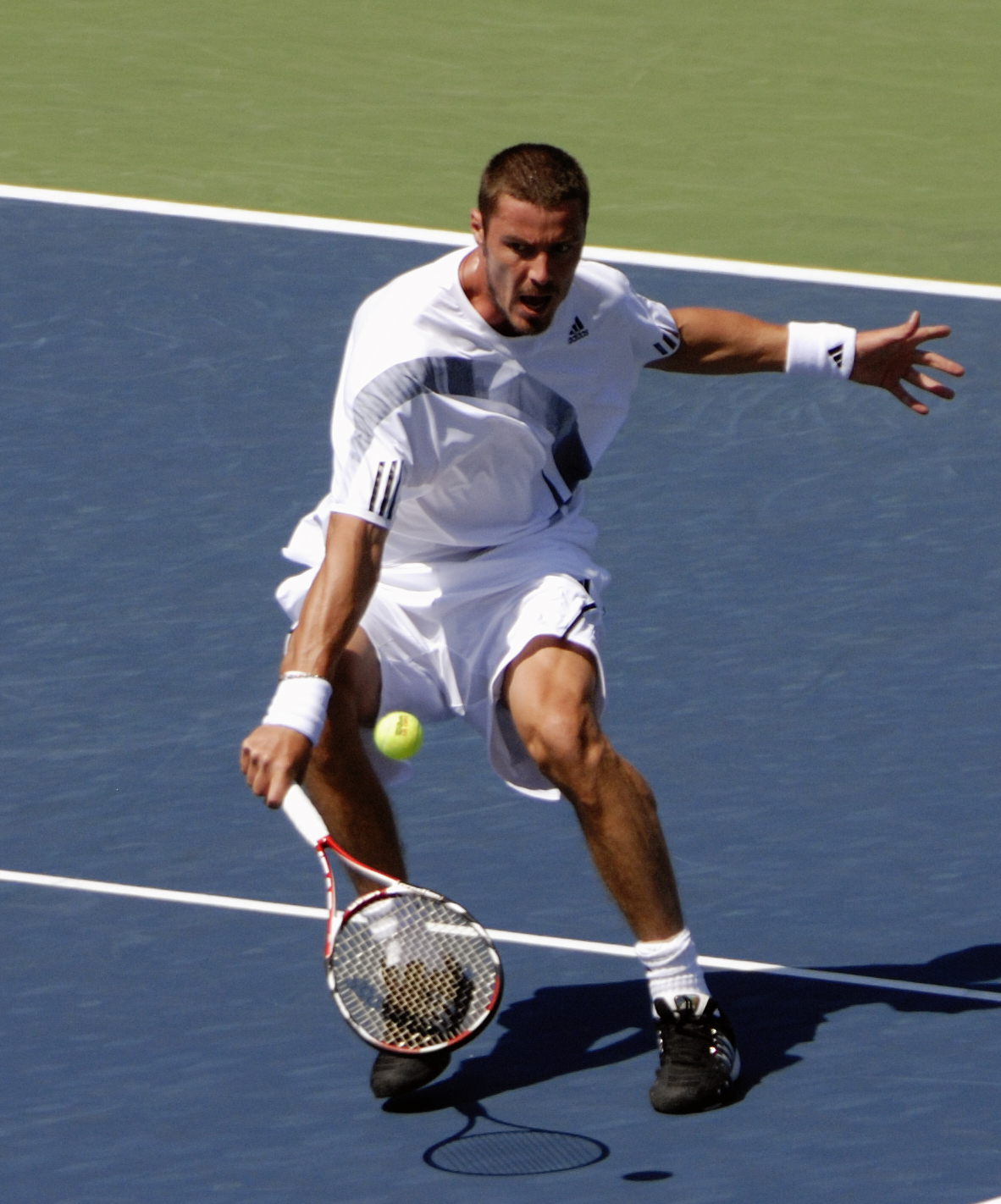
2009 bei den US Open

Nach einer relativ guten Saison 2006 befand sich Safin wieder unter den Top 30, da er kurzzeitig durch seine Verletzungen und sein schwaches Auftreten bei wichtigen Turnieren sehr früh ausschied.
Im Jahr 2007 befand er sich auf Rang 24 und wurde als Geheimfavorit bei den Australian Open 2007 gehandelt. Er überzeugte bei seinen Erst- und Zweitrundenmatches, verlor dann aber in der dritten Runde gegen den an Position drei gesetzten Andy Roddick. Seine Formverbesserung sollte nur kurz anhalten, in Las Vegas zeigte er mentale Stärke und kam bis ins Halbfinale, wo er gegen den späteren Sieger Lleyton Hewitt klar mit 7:5 und 6:1 verlor. Bei den Masters-Turnieren schied er frühzeitig aus. In Monte Carlo bezwang er den Belgier Kristof Vliegen im ersten Satz mit 6:0, den zweiten und dritten Satz verlor er allerdings nach deutlicher Führung. Weitere Niederlagen folgten sehr früh in Miami, Indian Wells und Rom.
Bei den French Open 2007 unterlag er in der zweiten Runde dem Serben Janko Tipsarević in drei Sätzen. Auch in Wimbledon 2007 schied er in drei Sätzen (1:6, 4:6 und 6:7 (4:7)) gegen Roger Federer in der dritten Runde aus. Bei den US Open in diesem Jahr schied er in der zweiten Runde gegen den Schweizer Stanislas Wawrinka (3:6, 3:6, 3:6) aus.
Bei den Australian Open 2008 schied Safin in einem umkämpften Match (4:6, 4:6, 6:2, 6:3, 2:6) gegen Marcos Baghdatis in der zweiten Runde aus. Bei den French Open schied er ebenfalls in der zweiten Runde gegen seinen Landsmann Nikolai Dawydenko klar in drei Sätzen aus (6:7, 2:6, 2:6). Erst in Wimbledon konnte Safin zu alter Stärke zurückfinden und erreichte hier das bislang beste Ergebnis seiner Karriere. Safin unterlag erst im Halbfinale Roger Federer mit 3:6, 6:7 und 4:6. Auf seinem Weg dorthin hatte er unter anderem den Weltranglistendritten Novak Đoković mit 6:4, 7:6 und 6:3 geschlagen. Bei den Turnieren nach Wimbledon konnte Safin aber nicht an diese Erfolge anknüpfen und schied so bei den US Open in der zweiten Runde gegen den Spanier Tommy Robredo (6:4, 6:7, 4:6, 0:6) aus.
Am Ende der Saison 2009 nach dem Masters in Paris beendete er seine Profi-Karriere. 2016 wurde er in die International Tennis Hall of Fame aufgenommen.

## Politische Karriere
Bei der Parlamentswahl in Russland 2011 wurde Safin für Einiges Russland, die Partei Wladimir Putins, als Abgeordneter des Wahlkreises Nischni Nowgorod in die Duma gewählt. 2017 gab er sein Mandat zurück.

## Erfolge
| Legende                                                |
| Grand Slam (2)                                         |
| Tennis Masters Cup / ATP World Tour Finals             |
| ATP Masters Series / ATP World Tour Masters 1000 (5)   |
| ATP International Series Gold / ATP World Tour 500 (1) |
| ATP International Series / ATP World Tour 250 (9)      |
| ATP Challenger Tour (2)                                |

| Titel nach Belag |
| Hartplatz (10)   |
| Sand (3)         |
| Rasen (0)        |
| Teppich (4)      |

### Einzel

#### Turniersiege

##### ATP World Tour
| Nr. | Datum              | Turnier            | Partner       | Finalgegner         | Ergebnis                  |
| --- | ------------------ | ------------------ | ------------- | ------------------- | ------------------------- |
| 1.  | 23. August 1999    | Boston             | Hartplatz     | Greg Rusedski       | 6:4, 7:611                |
| 2.  | 24. April 2000     | Barcelona          | Sand          | Juan Carlos Ferrero | 6:3, 6:3, 6:4             |
| 3.  | 1. Mai 2000        | Mallorca           | Sand          | Mikael Tillström    | 6:4, 6:3                  |
| 4.  | 31. Juli 2000      | Toronto            | Hartplatz     | Harel Levy          | 6:2, 6:3                  |
| 5.  | 28. August 2000    | US Open            | Hartplatz     | Pete Sampras        | 6:4, 6:3, 6:3             |
| 6.  | 11. September 2000 | Taschkent (1)      | Hartplatz     | Davide Sanguinetti  | 6:3, 6:4                  |
| 7.  | 6. November 2000   | St. Petersburg (1) | Hartplatz (i) | Dominik Hrbatý      | 2:6, 6:4, 6:4             |
| 8.  | 13. November 2000  | Paris (1)          | Teppich (i)   | Mark Philippoussis  | 3:6, 7:67, 6:4, 3:6, 7:68 |
| 9.  | 10. September 2001 | Taschkent (2)      | Hartplatz     | Jewgeni Kafelnikow  | 6:2, 6:2                  |
| 10. | 22. Oktober 2001   | St. Petersburg (2) | Hartplatz (i) | Rainer Schüttler    | 3:6, 6:3, 6:3             |
| 11. | 28. Oktober 2002   | Paris (2)          | Teppich (i)   | Lleyton Hewitt      | 7:64, 6:0, 6:4            |
| 12. | 13. September 2004 | Peking             | Hartplatz     | Michail Juschny     | 7:64, 7:5                 |
| 13. | 18. Oktober 2004   | Madrid             | Hartplatz (i) | David Nalbandian    | 6:2, 6:4, 6:3             |
| 14. | 1. November 2004   | Paris (3)          | Teppich (i)   | Radek Štěpánek      | 6:3, 7:65, 6:3            |
| 15. | 17. Januar 2005    | Australian Open    | Hartplatz     | Lleyton Hewitt      | 1:6, 6:3, 6:4, 6:4        |

##### ATP Challenger Tour
| Nr. | Datum              | Turnier | Belag | Finalgegner   | Ergebnis |
| --- | ------------------ | ------- | ----- | ------------- | -------- |
| 1.  | 14. September 1997 | Espinho | Sand  | Stéphane Huet | 7:5, 6:0 |

#### Finalteilnahmen
| Nr. | Datum            | Turnier             | Belag         | Finalgegner         | Ergebnis                   |
| --- | ---------------- | ------------------- | ------------- | ------------------- | -------------------------- |
| 1.  | 7. November 1999 | Paris               | Teppich (i)   | Andre Agassi        | 6:71, 2:6, 6:4, 4:6        |
| 2.  | 21. Mai 2000     | Hamburg (1)         | Sand          | Gustavo Kuerten     | 4:6, 7:5, 4:6, 7:5, 6:73   |
| 3.  | 20. August 2000  | Indianapolis        | Hartplatz     | Gustavo Kuerten     | 6:3, 6:72, 6:72            |
| 4.  | 4. Februar 2001  | Dubai               | Hartplatz     | Juan Carlos Ferrero | 2:6, 3:6                   |
| 5.  | 27. Januar 2002  | Australian Open (1) | Hartplatz     | Thomas Johansson    | 6:3, 4:6, 4:6, 6:74        |
| 6.  | 19. Mai 2002     | Hamburg (2)         | Sand          | Roger Federer       | 1:6, 3:6, 4:6              |
| 7.  | 27. April 2003   | Barcelona           | Sand          | Carlos Moyá         | 7:5, 2:6, 2:6, 0:3 Aufgabe |
| 8.  | 1. Februar 2004  | Australian Open (2) | Hartplatz     | Roger Federer       | 6:73, 4:6, 2:6             |
| 9.  | 18. April 2004   | Estoril             | Sand          | Juan Ignacio Chela  | 7:62, 3:6, 3:6             |
| 10. | 12. Juni 2005    | Halle               | Rasen         | Roger Federer       | 4:6, 7:66, 4:6             |
| 11. | 9. Oktober 2006  | Moskau (1)          | Hartplatz (i) | Nikolai Dawydenko   | 4:6, 7:5, 4:6              |
| 12. | 4. Oktober 2008  | Moskau (2)          | Hartplatz (i) | Igor Kunizyn        | 6:76, 7:64, 3:6            |

### Doppel

#### Turniersiege

##### ATP World Tour
| Nr. | Datum           | Turnier | Belag       | Partner         | Finalgegner               | Ergebnis    |
| --- | --------------- | ------- | ----------- | --------------- | ------------------------- | ----------- |
| 1.  | 9. Juli 2001    | Gstaad  | Sand        | Roger Federer   | Michael Hill Jeff Tarango | 0:1 Aufgabe |
| 2.  | 8. Oktober 2007 | Moskau  | Teppich (i) | Dmitri Tursunow | Tomáš Cibulec Lovro Zovko | 6:4, 6:2    |

##### ATP Challenger Tour
| Nr. | Datum            | Turnier   | Belag       | Partner     | Finalgegner                     | Ergebnis      |
| --- | ---------------- | --------- | ----------- | ----------- | ------------------------------- | ------------- |
| 1.  | 15. Februar 1998 | Wolfsburg | Teppich (i) | Dušan Vemić | Jan-Ralph Brandt Thomas Messmer | 6:4, 4:6, 6:2 |

#### Finalteilnahmen
| Nr. | Datum            | Turnier            | Belag         | Partner           | Finalgegner                        | Ergebnis       |
| --- | ---------------- | ------------------ | ------------- | ----------------- | ---------------------------------- | -------------- |
| 1.  | 8. November 1999 | Moskau             | Teppich (i)   | Andrij Medwedjew  | Justin Gimelstob Daniel Vacek      | 2:6, 1:6       |
| 2.  | 22. Oktober 2001 | St. Petersburg (1) | Hartplatz (i) | Irakli Labadse    | Denis Golowanow Jewgeni Kafelnikow | 5:7, 4:6       |
| 3.  | 21. Oktober 2002 | St. Petersburg (2) | Hartplatz (i) | Irakli Labadse    | David Adams Jared Palmer           | 6:78, 3:6      |
| 4.  | 6. Juni 2005     | Halle              | Rasen         | Joachim Johansson | Yves Allegro Roger Federer         | 5:7, 7:66, 3:6 |

## Bilanz bei Grand-Slam-Turnieren

### Einzel
| Turnier1                   | 2009  | 2008  | 2007  | 2006  | 2005  | 2004  | 2003  | 2002  | 2001  | 2000  | 1999  | 1998  | 1997 | Gesamt  |
| -------------------------- | ----- | ----- | ----- | ----- | ----- | ----- | ----- | ----- | ----- | ----- | ----- | ----- | ---- | ------- |
| Australian Open            | 3R    | 2R    | 3R    | –     | S     | F     | 3R    | F     | AF    | 1R    | 3R    | –     | –    | 1       |
| French Open                | 2R    | 2R    | 2R    | 1R    | AF    | AF    | –     | HF    | 3R    | VF    | AF    | AF    | –    | 0       |
| Wimbledon                  | 1R    | HF    | 3R    | 2R    | 3R    | 1R    | –     | 2R    | VF    | 2R    | –     | 1R    | –    | 0       |
| US Open                    | 1R    | 2R    | 2R    | AF    | –     | 1R    | –     | 2R    | HF    | S     | 2R    | AF    | –    | 1       |
| Gewonnene Einzel-Titel     | 0     | 0     | 0     | 0     | 1     | 3     | 0     | 1     | 2     | 7     | 1     | 0     | 0    | 15      |
| Gesamt-Siege/-Niederlagen2 | 19:22 | 24:24 | 23:20 | 35:25 | 27:11 | 52:23 | 12:11 | 56:26 | 45:27 | 73:27 | 39:32 | 17:18 | 0:1  | 422:267 |
| Jahresendposition          | –     | 29    | 56    | 26    | 13    | 4     | 77    | 3     | 11    | 2     | 25    | 48    | 194  | N/A     |

Zeichenerklärung: S = Turniersieg; F, HF, VF, AF = Einzug ins Finale / Halbfinale / Viertelfinale / Achtelfinale; 1R, 2R, 3R = Ausscheiden in der 1. / 2. / 3. Hauptrunde bzw. Q1, Q2, Q3 = Ausscheiden in der 1. / 2. / 3. Qualifikationsrunde
1 Turnierresultat in Klammern bedeutet, dass der Spieler das Turnier noch nicht beendet hat; es zeigt seinen aktuellen Turnierstatus an. Nachdem der Spieler das Turnier beendet hat, wird die Klammer entfernt.

2 Stand: Karriereende